# Walkringen
Walkringen is een gemeente en plaats in het Zwitserse kanton Bern, en maakt deel uit van het district Bern-Mittelland.
Walkringen telt 1.816 inwoners.